# IHL 1955/56
Die Saison 1955/56 war die elfte reguläre Saison der International Hockey League. Während der regulären Saison bestritten die sechs Teams jeweils 60 Spiele. In den Play-offs setzten sich die Cincinnati Mohawks durch und gewannen den vierten Turner Cup in ihrer Vereinsgeschichte.

## Teamänderungen
Folgende Änderungen wurden vor Beginn der Saison vorgenommen:
- Die Johnstown Jets wechselten in die Eastern Hockey League.
- Die Toledo Mercurys änderten ihren Namen in Toledo-Marion Mercurys.
- Die Indianapolis Chiefs wurden als Expansionsteam in die Liga aufgenommen.

## Reguläre Saison

### Abschlusstabelle
Abkürzungen: GP = Spiele, W = Siege, L = Niederlagen, T = Unentschieden, OTL = Niederlage nach Overtime, GF = Erzielte Tore, GA = Gegentore, Pts = Punkte
|                        | GP | W  | L  | T | GF  | GA  | Pts |
| ---------------------- | -- | -- | -- | - | --- | --- | --- |
| Cincinnati Mohawks     | 60 | 45 | 13 | 2 | 336 | 159 | 92  |
| Troy Bruins            | 60 | 39 | 20 | 1 | 216 | 152 | 79  |
| Fort Wayne Komets      | 60 | 29 | 29 | 2 | 272 | 219 | 60  |
| Toledo-Marion Mercurys | 60 | 25 | 30 | 5 | 178 | 229 | 55  |
| Grand Rapids Rockets   | 60 | 24 | 33 | 3 | 198 | 237 | 51  |
| Indianapolis Chiefs    | 60 | 11 | 48 | 1 | 126 | 330 | 23  |

## Turner-Cup-Playoffs
|  | Turner-Cup-Halbfinale | Turner-Cup-Halbfinale  | Turner-Cup-Halbfinale |  |  | Turner-Cup-Finale | Turner-Cup-Finale      | Turner-Cup-Finale |
|  |                       |                        |                       |  |  |                   |                        |                   |
|  |                       |                        |                       |  |  |                   |                        |                   |
|  | 1                     | Cincinnati Mohawks     | 3                     |  |  |                   |                        |                   |
|  | 3                     | Fort Wayne Komets      | 1                     |  |  |                   |                        |                   |
|  |                       |                        |                       |  |  | 1                 | Cincinnati Mohawks     | 4                 |
|  |                       |                        |                       |  |  | 4                 | Toledo-Marion Mercurys | 0                 |
|  | 2                     | Troy Bruins            | 2                     |  |  |                   |                        |                   |
|  | 4                     | Toledo-Marion Mercurys | 3                     |  |  |                   |                        |                   |
|  |                       |                        |                       |  |  |                   |                        |                   |

## Vergebene Trophäen

### Mannschaftstrophäen
| Auszeichnung                                          | Team               |
| ----------------------------------------------------- | ------------------ |
| Turner Cup Gewinner der IHL-Playoffs                  | Cincinnati Mohawks |
| Fred A. Huber Trophy Bestes Team der regulären Saison | Cincinnati Mohawks |

### Individuelle Trophäen
| Auszeichnung                                                       | Spieler      | Team                 |
| ------------------------------------------------------------------ | ------------ | -------------------- |
| James Gatschene Memorial Trophy MVP der regulären Saison           | George Hayes | Grand Rapids Rockets |
| George H. Wilkinson Trophy Bester Scorer                           | Max Mekilok  | Cincinnati Mohawks   |
| James Norris Memorial Trophy Torhüter mit den wenigsten Gegentoren | Bill Tibbs   | Troy Bruins          |